# Синдром Аперта
Синдром Апе́ра (Аперта) (акрокраниодисфалангия, акросфеносиндактилия, акроцефалосиндактилия) — врожденная аномалия развития черепа, которая сочетается с отклонением развития кистей рук. Раннее закрытие венечного и стреловидного швов способствует деформации черепа, что приводит к внутричерепной гипертензии. Синдром Аперта является одной из форм акроцефалосиндактилии.
Впервые это заболевание описал французский педиатр Эжен Аперт в 1906 году. Заболевание встречается у одного новорожденного на 160 000—200 000.

## Этиология
Акрокраниодисфалангия — заболевание с аутосомно-доминантным типом наследования. У детей, родители которых страдают синдромом Аперта, вероятность унаследовать заболевание равна 50%. В 1995 году были опубликованы доказательства, судя по которым, причиной возникновения данного синдрома является нарушение работы генов 10-й хромосомы человека.

## Признаки и симптомы
Одним из признаков заболевания является то, что краниосиностоз сочетается с брахикефалией. В связи с преждевременным срастанием коронарных швов увеличивается внутричерепное давление, что обычно приводит к умственной отсталости. Немаловажными признаками синдрома являются высокий, выпуклый лоб, плоское или вогнутое лицо, в результате чего наблюдается нарушение костей лицевого черепа, что приводит к деформации челюсти, а также синдактилия рук и ног с вовлечением 2, 3 и 4-го пальцев.

## Лечение
Радикальных методов лечения не существует. 
Симптоматическое лечение данной патологии заключается в хирургическом увеличении объёма черепа, коррекции синдактилии и полидактилии. 
Хирургическое лечение включает в себя раннюю краниоэктомию коронарного шва и фронто-орбитальную репозицию для уменьшения проявлений дисморфизма и патологических изменений формы черепа. Операции по поводу синдрома Аперта часто состоят из нескольких этапов, последний проводится в подростковом возрасте. Первый этап часто выполняется уже в 3 мес.
Консервативные методы лечения применяют для разработки суставов. Также, для стимуляции психического развития назначают ноотропные препараты: аминалон, пирацетам и другие.